# Artemia monica
Artemia monica är en kräftdjursart som beskrevs av Addison Emery Verrill 1869. Artemia monica ingår i släktet Artemia och familjen Artemiidae. Inga underarter finns listade i Catalogue of Life.

## Bildgalleri

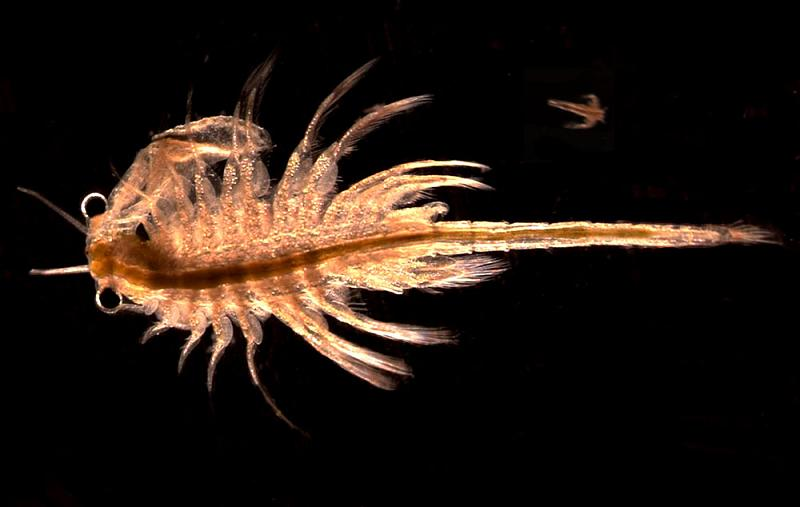